# Lo spaccone (romanzo)
Lo spaccone (The Hustler) è un romanzo del 1959 scritto da Walter Tevis.
Dal romanzo è stato tratto il film omonimo Lo spaccone del 1961.
Il romanzo ebbe un seguito, Il colore dei soldi (1984).

## Trama
Eddie Felson è un ragazzo che si guadagna da vivere scommettendo sulla propria abilità nel gioco del biliardo.

## Adattamenti
Dal romanzo è stato tratto il film Lo spaccone nel 1961, diretto da Robert Rossen e interpretato da Paul Newman, George C. Scott, Jackie Gleason e Piper Laurie.
Nel 1984 l'autore ha dato alle stampe un seguito, dal titolo Il colore dei soldi che ha ispirato l'omonimo film del 1986 diretto da Martin Scorsese.